# Ngazi Sport de Mirontsi
El Ngazi Sport es un equipo de fútbol de Comoras que juega en la Primera División de Ndzuani, la primera división de la región de Anjouan, que conforma la Primera División de las Comoras.

## Historia
Fue fundado el 11 de junio de 1979 en la región de Mirontsi y para 2017 había logrado ascender a la primera división regional, en la cual terminó en segundo lugar de liga solo detrás de Etoile d'Or. En ese mismo año gana la copa regional, con lo que gana el derecho de participar en la Copa de las Comoras por primera vez en su historia.
En las semifinales vence a Enfants des Comores 1-0 para acceder a la final ante Volcan Club, partido que termina 2-2 en tiempo regular, pero que gana Ngazi Sport 4-3 en penales y obtiene el primer título nacional de su historia.
El club clasifica a su primer torneo continental, la Copa Confederación de la CAF 2018, donde es eliminado en la ronda preliminar por el AS Port-Louis 2000 de Mauricio.

## Palmarés
- Copa de las Comoras: 1

2017
- Copa de Ndzuani: 1

2017

## Participación en competiciones de la CAF
| Temporada | Torneo                       | Ronda      | Club               | Casa | Visita | Global |
| --------- | ---------------------------- | ---------- | ------------------ | ---- | ------ | ------ |
| 2018      | Copa Confederación de la CAF | Preliminar | AS Port-Louis 2000 | 1-1  | 1-4    | 2-5    |
| 2020/21   | Copa Confederación de la CAF | Preliminar | NAPSA Stars        | 1-5  | 1-4    | 2-9    |